# Git-ludzie
Git-ludzie – w gwarze więziennej „grypsujący”, „inteligentni”, „twardzi”; osoby grypsujące, przestrzegające zasad bajery. Uważani są przez innych gitów za „ludzi” w odróżnieniu od „frajerów” i „cweli”, którzy w subkulturze więziennej zajmują odpowiednio niższą pozycję i często są wykorzystywani przez grypsujących jako służący, poniżani, bici, gwałceni itp.
Grypsujący mają ustaloną wewnętrznie hierarchię. Grypsującym nie może zostać nigdy cwel, jak również osoby, które „sprzedały”, czyli współpracowały z policją lub innymi organami ścigania. Grypsujący przekazują sobie pomiędzy więzieniami informacje o statusie w społeczności więziennej. Są to bardzo często recydywiści, dla których więzienie jest drugim domem.
Znakiem rozpoznawczym gita jest cynkówka – wytatuowana kropka pod lewym okiem.